# Số liệu thống kê giải đấu của Luton Town F.C. theo đối thủ

Biểu trưng của Luton Town F.C.

Câu lạc bộ bóng đá Luton Town là một câu lạc bộ bóng đá Anh có trụ sở tại Luton, Bedfordshire, thi đấu tại Ngoại hạng Anh từ mùa giải 2023–24. Được hợp nhất và thành lập vào năm 1885, Luton Town trở thành đội bóng chuyên nghiệp đầu tiên ở miền nam nước Anh sáu năm sau và gia nhập English Football League vào năm 1897. Sau khi rời liên đoàn vào năm 1900 vì khó khăn tài chính, Luton Town đặt trụ sở tại sân Kenilworth Road vào năm 1905 và thi đấu ở Southern League cho đến năm 1920, khi câu lạc bộ tái gia nhập Football League. Đội xuống hạng Football Conference vào năm 2009, sau 89 năm liên tiếp là thành viên của liên đoàn, sau khi bị trừ 30 điểm bởi các cơ quan quản lý bóng đá. Năm mùa giải sau, câu lạc bộ giành quyền thăng hạng trở lại Football League.
Đội một Luton Town từng thi đấu nhiều hạng đấu bóng đá vô địch quốc gia trên toàn nước Anh, và thành tích đối đầu với các đội khác được liệt kê dưới đây. Luton Town đã gặp Queens Park Rangers nhiều nhất với 117 trận. QPR thắng 46 trận trong số này, nhiều hơn bất cứ đội bóng nào trước Luton. Watford là đội mà Luton thắng nhiều nhất với 45 trận trong tổng số 103 lần gặp mặt. Luton hòa Millwall nhiều hơn bất kỳ câu lạc bộ nào khác;[K] hai đội đã gặp nhau 107 trận đấu, trong đó 34 trận kết thúc bất phân thắng bại.

## Chú giải
- Số liệu thống kê bao gồm kết quả của các trận đấu diễn ra tại Southern Football League (từ 1894 đến 1896, và sau đó là từ 1900 đến 1920), United League (từ 1896 đến 1897), Football League (từ 1897 đến 1900, 1920 đến 2009 và sau đó một lần nữa từ năm 2014 đến nay) và Football Conference (từ 2009 đến 2014). Các trận play-off không được tính.
- Để tiện theo dõi, tên hiện tại của các đội bóng được sử dụng xuyên suốt. Ví dụ: kết quả trận đấu với Newton Heath, Millwall Athletic và Woolwich Arsenal coi như lần lượt gặp Manchester United, Millwall và Arsenal.
- Mùa giải "đầu tiên" biểu thị mùa giải mà Luton Town lần đầu tiên chơi một trận đấu giải vô địch quốc gia với đội đó.
- Mùa giải "cuối cùng" chỉ mùa giải gần đây nhất có trận đấu giữa Luton Town và đội đó. Các đối thủ cùng hạng hiện tại mà câu lạc bộ chưa từng gặp trong giải đấu có một mục trống, cho thấy rằng cuộc gặp mặt đầu tiên của mùa giải vẫn chưa diễn ra.
- Các đội có màu nền và biểu tượng này trong cột "Câu lạc bộ" là đối thủ cùng hạng hiện tại của Luton Town.
- ‡ Các đội có màu nền và biểu tượng này trong cột "Câu lạc bộ" không còn tồn tại.
- Tr = Trận đấu; T = Trận thắng; H = Trận hòa; B = Trận thua; BT = Số bàn thắng; BB = Số bàn thua; T% = Tỷ lệ phần trăm chiến thắng.